# Systolosoma lateritium
Systolosoma lateritium is een keversoort uit de familie Trachypachidae. De wetenschappelijke naam van de soort is voor het eerst geldig gepubliceerd in 1973 door Negre.